# Wadmalaw Island
Wadmalaw Island – jedna z wysp należących do Sea Islands, leżąca u wybrzeży Karoliny Południowej w hrabstwie Charleston. Leży na południowy zachód od James Island, która w ponad połowie ja otacza i około 11 km od Charleston. Na wyspie w 2000 było 2611 mieszkańców.  
Pierwsi angielscy koloniści przybyli do Południowej Karoliny w 1670 roku, zanim przenieśli się na miejsce obecnego Charleston, spędzili na Wadmalaw Island pierwsze 4 lata pobytu, przymierając głodem. Przeżyli dzięki wspaniałomyślności tubylców, Indian Guale, którzy dzielili z nimi kukurydzę i fasolę.
W latach 1960–1987 firma The Lipton Tea Company prowadziła eksperymentalną plantację herbaty, która po sprzedaży funkcjonuje do dziś jak plantacja produkcyjna.